# 江志豐
江志豐（1968年5月20日—），為台灣的台語流行音樂創作男歌手，放音樂負責人，亦為詞曲作家、音樂製作人。歌手龍千玉是他的姊姊。另有四姐江志美 原為華語歌手，後遠嫁日本，離婚後回歸台灣，在姐姐龍千玉的引薦下，再度成為台語歌手。活躍至今。

## 生涯
江志豐17歲進入唱片公司當製作助理，退伍後又因緣際會當了錄音室助理，然後成為了錄音師。曾因在西餐廳擔任自彈自唱的歌手，被豪記唱片老闆吳東龍賞識進入唱片界，擔任不少豪記唱片專輯的製作人，更不時將譜曲作品及詞曲創作供大部份台語歌壇的歌手演唱。
『江志豐』一個平易近人的創作型歌手，身兼唱片製作人及詞曲創作者的天生音樂人。他雖然是許多大牌藝人指名要合作的專輯製作人，但樸實的個性讓他的身上沒有一絲自視甚高的驕恣性情，是一個很有原則但待人謙恭溫和的大咖製作人，因為他的平易近人，他把每位支持他的粉絲朋友都當成家人來看待，所以粉絲團的人氣支持度非常高。
他的創作幾乎都是KTV必點的國民歌曲，更是台語單首歌曲排行榜的常勝軍，臺語劇金八點的催生之父，真的非『江志豐』莫屬了！耳熟能詳，膾炙人口的創作更是多到不計其數， 著實催紅了不少的大咖紅歌星。
1993年以藝名「江志文」發行了國語專輯《愛你是我一生唯一的錯》，這也是他的出道作。進入豪記唱片後也曾參與跨刀演唱，在2008年豪記唱片為他發行臺語專輯《今生為你》，這是一張由他全創作的專輯。隨後在三年內推出《明天》、《愛你的理由》兩張創作專輯，第五張專輯《七天》起更開始收錄他所詮釋其他詞曲創作人的歌曲作品。
2015年，離開豪記唱片，加盟乾坤影視，並推出專輯《日記》。《日記》一改過去臺語歌曲的傳統曲風，以類國語歌曲的方式呈現，專輯的包裝與MV的製作也都更加精緻。《日記》嶄新的面貌，呈現令人著迷的「江式曲風」，是臺語歌壇的一大突破。
2016推出夢中的蝴蝶專輯，專輯中強力主打『紡見的時間』來自一個真情的故事，是一首觸動內心悸動的歌,此外專輯中也特別找來歌唱比賽優秀歌手吳申梅首次深情對唱『夢中的蝴蝶』主打歌曲，再次掀起江式情歌對唱『豐』潮！整張專輯首首主打，在銷售成績上也相當亮眼，創近年少見台語專輯在五大唱片華語銷售排行榜內，續榜五週並有二週第五名佳績。超人氣夢中的蝴蝶短短5個月在YouTube達百萬點閱人數。

## 戲劇
- 2014 大愛《葡萄成熟時》飾 汽車業務員

## 音樂專輯
| #  | 專輯資料                 | 發行日期       | 語言       | 曲目 |
| -- | ------------------------ | -------------- | ---------- | --- |
| 1  | 《愛你是我一生唯一的錯》 | 1993年         | 國語       | 曲目 1. 愛你是我一生唯一的錯 2. 不變的心 3. 999朵玫瑰 4. 用心良苦 5. 真情難收 6. 吻別 7. 分享 8. 多愛你一天 9. 紅塵來去一場夢 10. 堆積情感                                                             |
| 2  | 《今生為你》             | 2008年10月     | 台語       | 曲目 - 今生為你 - 流浪 - 癡情無藥醫 - 飲乎茫 - 愛情爐丹 - 迷魂香 - 我問天 - 堅持 - 今生今世（feat.大芭） - 出外人生                                                                                    |
| 3  | 《明天》                 | 2009年11月13日 | 台語       | 曲目 - 明天 - 香水（feat.張秀卿） - 十字路 - 愛情沙 - 心不甘情不願 - 痛甲講袂出聲 - 愛情 - 沒法度 - 行棋 - 後悔啦                                                                                      |
| 4  | 《愛你的理由》           | 2011年3月9日   | 台語、國語 | 曲目 - 批 - 愛你的理由（feat.張秀卿） - 一杯咖啡 - 獨相思 - 愛情龍捲風 - 愛做伙 - 何必 - 離別夜快車 - 女人心像海底針 - 影子（國）                                                                      |
| 5  | 《七天》                 | 2012年4月24日  | 台語、國語 | 曲目 - 七天 - 機會（國） - 月光光 - 祝你一帆風順 - 吉他情歌 - 你甘會知影 - 愛你的意義 - 愛太重 - 三年 - 癡情有啥意義                                                                                   |
| 6  | 《天意》                 | 2013年5月31日  | 台語       | 曲目 - 天意 - 你是我的命（feat.楊靜） - 女人香 - 叫小賀 - 半首情歌 - 將你疼入心 - 想要為妳唱一首歌 - 緣份半邊缺 - 心借過 - 不曾說愛你                                                                  |
| 7  | 《男主角》               | 2013年8月15日  | 台語、國語 | 曲目 - 男主角 - 戀愛季節（國） - Sora（莎菈） - 留學 - 七天 - 香水（feat.張秀卿） - 明天 - 愛你的理由（feat.張秀卿） - 今生為你 - 批 - 十字路 - 癡情無藥醫 - 一杯咖啡 - 流浪 - 機會（國） - 影子（國） |
| 8  | 《華佗》                 | 2015年1月28日  | 台語       | 曲目 - 華佗 - 輕輕一句話 - 提拉米蘇 - 我放開你的手 - 瀟灑如風 - 過期的一聲對不起 - 免驚我心痛 - 墨水 - 台北愛情故事 - 黑白的城市                                                                       |
| 9  | 《日記》                 | 2015年1月28日  | 台語、國語 | 曲目 - 日記 - 如何擱再愛你 - 簡單的情歌 - 心驚 - 放袂落 - 親愛的妳 - 空思念 - 天空藍（國） - 恩情 - 賣悲傷                                                                                             |
| 10 | 《夢中的蝴蝶》           | 2016年3月15日  | 台語       | 曲目 - 紡見的時間 - 夢中的蝴蝶（feat. 吳申梅） - 隨人行 - 一個人的生日快樂 - 情網難逃 - 孤鳥 - 想妳啊 - 是愛亦是恨                                                                                     |
| 11 | 《心亂如麻》             | 2019年5月20日  | 國語、台語 | 曲目 - 兄弟VS壯碩男 - 心亂如麻 - 做你的序小 - 不惜代價 - 再會吧VS江泳錡 - 愛已經超過 - 故鄉的氣味 - 叫著你的名 - 另一隻翅膀（國） - 人生無常又何妨                                                     |
| 12 | 《花期》                 | 2022年3月17日  | 台語       | 曲目 - 花期 - 兩頂安全帽VS江詠琪 - 親愛的老爸 - 你無置阮身邊 - 小姐妳好大 - 我的心你一人疼 |
| 13 | 《我有罪》               | 2022年8月31日  | 台語、國語 | 曲目 - 我有罪 - 青春的嫁妆 - 失去你的梦 - 永远的宝贝 - 家将传奇 - 一叶知秋 - 冷冷的孤单 - 前尘往事 - 阵头囝仔 - 让我醉（国）                                                                           |

## 音樂作品
以下按首次發表次序排列，年份為作品發表年份。（括號內為該年總數）

### 2022年
|                                                                             |  |
| - 林必媜 - 有梦上水（词曲） - 林必媜 - 遇见了你（作曲，《有梦上水》华语版） |  |

### 2017年
| |  |
| - 龍千玉 - 你不孤單（作曲） - 葉啟田 - 瓊花（作曲、製作） - 葉啟田 - 十五暝的月台（作曲、製作） - 葉啟田 - 借問你（作曲、製作） - 葉啟田 - 情變掛（詞曲、製作） - 葉啟田 - 老店的滋味（作曲、製作） - 詹曼鈴 - 望秋風（作曲、製作） |  |

### 2016年
| | |
| - 蘇宥蓉、鄔兆邦 - 誤會（詞曲） - 江志豐 - 紡見的時間（詞曲、製作） - 江志豐、吳申梅 - 夢中的蝴蝶（詞曲、製作） - 江志豐 - 隨人行（作曲、製作） - 江志豐 - 一個人的生日快樂（製作） - 江志豐 - 情網難逃（製作） | - 江志豐 - 孤鳥（製作） - 江志豐 - 想你呀（作曲、製作） - 江志豐 - 是愛亦是恨（作曲、製作） - 呂明銀 - 麥拖沙（詞曲、製作） - 呂明銀 - 媽祖（詞曲、製作） - 袁小迪 - 無限的日期（詞曲、製作） |

### 2015年
| | |
| - 江志豐 - 華佗（詞曲、製作） - 江志豐 - 輕輕一句話（製作） - 江志豐 - 提拉米蘇（製作） - 江志豐 - 我放開你的手（製作） - 江志豐 - 瀟灑如風（製作） - 江志豐 - 遲來的一聲對不起（製作） - 江志豐 - 免驚我心痛（製作） - 江志豐 - 墨水（詞曲、製作） - 江志豐 - 台北愛情故事（詞曲、製作） - 江志豐 - 黑白的城市（詞曲、製作） - 江志豐 - 日記（詞曲、製作） - 江志豐 - 如何擱再愛妳（詞曲、製作） - 江志豐 - 簡單的情歌（詞曲、製作） - 江志豐 - 心驚（詞曲、製作） - 江志豐 - 放袂落（製作） | - 江志豐 - 親愛的你（詞曲、製作） - 江志豐 - 空思念（製作） - 江志豐 - 天空藍（製作） - 江志豐 - 恩情（製作） - 江志豐 - 賣悲傷（製作） - 甲子慧 - 最愛（詞曲） - 呂明銀 - 愛啊愛（詞曲、製作） - 呂明銀 - 搧冬風（詞曲、製作） - 呂明銀、黃金土 - 一生同齊行（製作） - 謝 雷 - 一杯醉（詞曲、製作） - 董育君 - 情批（詞曲、製作） - 董育君 - 有你的所在（詞曲、製作） - 董育君 - 女人親像一蕊花（作曲、製作） - 李明洋 - 換我作妳的家後（詞曲） |

### 2014年
| | |
| - 向蕙玲 - 口紅（詞曲） - 羅時豐 - 蝴蝶（詞曲、製作） - 羅時豐 - 曖昧（製作） - 羅時豐 - 像我這樣的男人（製作） - 羅時豐 - 擦掉彼句我愛你（製作） - 羅時豐 - 我愛唱歌（製作） - 羅時豐 - 叫著你的名（製作） - 羅時豐 - 天黑一屏（製作） - 羅時豐 - 辛苦是阿爸的名（製作） - 陳隨意 - 做你的天星（詞曲） - 傅振輝、高向鵬 - 重逢（詞曲） | - 蔡小虎 - 幸福送乎妳（製作） - 蔡小虎 - 欺騙的詛咒（製作） - 蔡小虎、龍千玉 - 我的心內話（製作） - 蔡小虎 - 愛你哦（詞曲、製作） - 蔡小虎 - 相思糾糾纏（製作） - 蔡小虎 - 愛情的流浪兒（製作） - 蔡小虎 - 夢醒全身傷痕（製作） - 蔡小虎 - 戲夢人生（製作） - 黃思婷 - 彩蝶（作曲） - 龍千玉、江志美 - 美麗的鏡頭（製作） - 龍千玉 - 幸福花（製作） - 龍千玉 - 輕風（詞曲、製作） - 龍千玉 - 傷心的海岸（製作） - 龍千玉 - 他鄉的雨（製作） - 李明洋 - 彼瞑殘夢（詞曲） |

### 2013年
| | |
| - 謝 雷 - 我愛你（詞曲、製作） - 楊 靜 - 老婆（詞曲、製作） - 楊 靜、江志豐 - 伴相思（詞曲、製作） - 楊 靜、袁小迪 - 無人祝福的愛情（製作） - 楊 靜 - 情路同心圓（製作） - 楊 靜 - 為你夢（製作） - 楊 靜 - 我的天（製作） - 楊 靜 - 一個人的日子（製作） - 楊 靜 - 夢醒（製作） - 蔡義德 - 志氣（作曲） - 江志豐 - 天意（詞曲、製作） - 江志豐、楊 靜 - 你是我的命（製作） - 江志豐 - 女人香（詞曲、製作） - 江志豐 - 叫小賀（製作） - 江志豐 - 半首情歌（製作） - 江志豐 - 將你疼入心（製作） - 江志豐 - 想要為你唱一首歌（製作） - 江志豐 - 緣分半邊缺（製作） - 江志豐 - 男主角（詞曲、製作） - 江志豐 - 戀愛季節（詞曲、製作） - 江志豐 - 索拉（詞曲、製作） - 江志豐 - 留學（製作） | - 蔡小虎 - 男人的堅持（製作） - 蔡小虎 - 情深似海（製作） - 蔡小虎 - 小虎酒場（作曲、製作） - 蔡小虎 - 人生旅途（製作） - 蔡小虎 - 傷心的理由（製作） - 蔡小虎 - 上北火車（製作） - 蔡小虎 - 為你跳舞（製作） - 蔡小虎 - 約在淡水（製作） - 李明洋 - 解藥（作曲、製作） - 李明洋 - 今生有緣（製作） - 李明洋 - 夢中沒你（製作） - 李明洋 - 永遠永遠（製作） - 龍千玉 - 笑看人生（詞曲、製作） - 龍千玉 - 故鄉之戀（製作） - 龍千玉 - 美麗的相逢（製作） - 龍千玉、江志美 - 千石橋（製作） - 龍千玉、呂雪鳳 - 純情美夢（製作） - 龍千玉 - 水中花（製作） - 龍千玉 - 祝你幸福（製作） - 龍千玉 - 背影（製作） |

### 2012年
| | |
| - 蔡小虎 - 心借過（詞曲、製作） - 蔡小虎 - 一把無情鹽（製作） - 蔡小虎 - 放蕩浪子心（製作） - 蔡小虎、張秀卿 - 世間的舞台（製作） - 蔡小虎 - 簡單情歌（製作） - 蔡小虎 - 靠你的愛過日子（製作） - 蔡小虎 - 深深愛你（製作） - 蔡小虎 - 半條命（詞曲、製作） - 蔡小虎 - 天地夢（製作） - 蔡小虎 - 情關（製作） - 蔡小虎 - 夢春風（作曲、製作） - 蔡小虎 - 美麗人生（製作） - 蔡小虎、龍千玉 - 幸福（製作） - 蔡小虎 - 癡（製作） - 蔡小虎 - 我不准我愛你（製作） - 蔡小虎 - 愛甲恨（製作） - 蔡小虎 - 斷線（製作） - 蔡小虎 - 蝴蝶飛啊飛（製作） - 蔡小虎 - 幸福的鎖匙（製作） - 蔡小虎 - 教堂的鐘聲（製作） - 蔡秋鳳 - 離別海岸（作曲） - 江志豐 - 七天（詞曲、製作） - 江志豐 - 機會（詞曲、製作） - 江志豐 - 月光光（製作） - 江志豐 - 祝你一帆風順（作詞、製作） - 江志豐 - 吉他情歌（製作） - 江志豐 - 你甘會知影（作詞、製作） - 江志豐 - 愛你的意義（製作） - 江志豐、林良歡、谷縱・喀勒芳安 - 美麗大高雄（詞曲、製作） - 江志豐 - 太平媽之歌（詞曲、製作） - 林 姍、李明洋 - 戀戀安平（詞曲） - 袁小迪 - 枕頭伴（詞曲） | - 羅時豐 - 卡想也是你（詞曲、製作） - 羅時豐、江志豐 - 人生一首歌（詞曲、製作） - 羅時豐 - 同齊承擔（製作） - 羅時豐 - 夜鳥（作詞、製作） - 羅時豐 - 細妹請問你（製作） - 羅時豐 - 石頭也會軟心肝（製作） - 羅時豐 - 暗叫你的名（製作） - 羅時豐 - 無情緊離開（製作） - 羅時豐、林淑容 - 陪伴你到老（製作） - 羅時豐、龍千玉 - 沒你的歌，沒你的我（製作） - 羅時豐、張秀卿 - 幸福歌聲（製作） - 羅時豐、海倫清桃 - 日出光彩（製作） - 羅時豐、黃思婷 - 天甲地（製作） - 羅時豐、林 姍 - 感謝我有你（製作） - 羅時豐、陳思安 - 今生緣（製作） - 羅時豐、薛珮潔 - 媒人嘴（製作） - 許志豪 - 長恨歌（詞曲、製作） - 許志豪、張秀卿 - 一條紅線（詞曲、製作） - 許志豪 - 癡心月娘情（製作） - 許志豪 - 你的背影（製作） - 誓 言 - 夜長夢多（作曲） - 誓 言 - 陪你到天亮（作曲） - 龍千玉 - 女神龍（製作） - 龍千玉 - 幸福之戀（製作） - 龍千玉 - 忘川河（詞曲、製作） - 龍千玉 - 放你去自由飛（製作） - 龍千玉 - 舞台人生（製作） - 龍千玉 - 尚美的人（製作） - 龍千玉 - 夢中女（製作） - 張秀卿 - 追心（詞曲、製作） - 張秀卿 - 紅顏燒酒命（製作） - 張秀卿 - 蘋果櫻桃（製作） - 張秀卿、許志豪 - 你是我的人（製作） |

### 2011年
| | |
| - 蔡秋鳳 - 燒酒滲咖啡（作曲） - 蔡秋鳳 - 我愛的彼個人（詞曲） - 陳隨意 - 等我出頭天（製作） - 陳隨意、唐 儷 - 今生只為你（製作） - 陳隨意 - 厝內（製作） - 陳隨意、吳俊宏 - 知己（製作） - 陳隨意 - 隨意（製作） - 陳隨意 - 異鄉清淚（製作） - 陳隨意 - 拼到底（製作） - 陳隨意 - 對你的思念（製作） - 陳隨意 - 愛甲這呢癡（詞曲、製作） - 陳隨意 - 流浪的戀情（製作） - 林 姍、江志豐 - 男人的淚女人的愛（作曲） - 江志豐 - 批（詞曲、製作） - 江志豐、張秀卿 - 愛你的理由（詞曲、製作） - 江志豐 - 一杯咖啡（詞曲、製作） - 江志豐 - 獨相思（作曲、製作） - 江志豐 - 愛情龍捲風（作詞、製作） - 江志豐 - 愛做伙（作曲、製作） - 江志豐 - 何必（作曲、製作） - 江志豐 - 離別夜快車（作詞、製作） - 江志豐 - 女人心像海底針（作詞、製作） - 江志豐 - 影子（作曲、製作） - 羅時豐 - 男兒淚（製作） - 羅時豐 - 親人（作曲、製作） - 羅時豐 - 堅定（製作） - 羅時豐 - 錯過你我不要（詞曲、製作） - 羅時豐、林淑容 - 再愛一次（製作） - 羅時豐、龍千玉 - 愛到天荒地老（製作） - 羅時豐、張秀卿 - 大牛愛小馬（製作） - 羅時豐 - 廈門碼頭（製作） - 羅時豐 - 一生的選擇（製作） - 羅時豐 - 在夢裡（製作） - 羅時豐 - 為愛亮（製作） - 羅時豐 - 永生難忘（製作） - 李明洋 - 你是我最愛的人（詞曲） | - 龍千玉 - 卡將喲（製作） - 龍千玉、袁小迪 - 江山美人（製作） - 龍千玉 - 送給你（詞曲、製作） - 龍千玉、袁小迪 - 續緣（詞曲、製作） - 龍千玉、李明洋 - 紅塵淚（製作） - 龍千玉 - 雙雙（製作） - 龍千玉 - 黑棗紅棗（製作） - 龍千玉 - 甘講是天意（製作） - 龍千玉 - 問君（製作） - 龍千玉 - 莫生氣（製作） - 陳思安 - 思念著你（詞曲） - 袁小迪 - 買醉的藉口（製作） - 袁小迪、龍千玉 - 愛你愛到死（製作） - 袁小迪、張秀卿 - 再會安平（詞曲、製作） - 袁小迪、陳思安 - 我是真愛你（製作） - 袁小迪 - 出外英雄（製作） - 袁小迪 - 越頭看人生（製作） - 袁小迪、龍千玉 - 再相會（製作） - 袁小迪 - 一代梟雄（製作） - 袁小迪 - 三年（詞曲、製作） - 袁小迪 - 溫暖的冬天（製作） - 誓 言 - 回家鄉（作曲） - 誓 言 - 愛不愛都是錯（作曲） - 誓 言 - 霧裡花（作曲） - 許志豪 - 愛太重（詞曲） - 張秀卿 - 醉醉醉（詞曲、製作） - 張秀卿 - 愛人仔恰恰（製作） - 張秀卿、江志豐 - 親家（製作） - 張秀卿、許志豪、吳俊宏 - 愛情白酒（製作） - 張秀卿、李明洋 - 你我的一生（製作） - 張秀卿 - 心連心（製作） - 張秀卿 - 快樂的（製作） - 張秀卿 - 非常男女（製作） - 張秀卿 - 愛到無退路（製作） - 張秀卿 - 完美（詞曲、製作） |

### 2010年
| | |
| - 翁立友 - 夜市人生（詞曲、製作） - 翁立友 - 不能講的秘密（詞曲、製作） - 翁立友 - 尚水的伴（製作） - 翁立友 - 望情雨（製作） - 翁立友 - 愛情的地圖（製作） - 翁立友 - 感情路（製作） - 翁立友 - 何苦（製作） - 翁立友 - 人生舞台（製作） - 翁立友 - 今生最愛你（製作） - 翁立友 - 男性的堅持（製作） - 翁立友 - 無情的愛人（製作） - 翁立友 - 水中夢（製作） - 翁立友 - 愛情終點站（製作） - 朱海君 - 用性命買空虛（詞曲） - 李明洋 - 無緣的情人（製作） - 李明洋、龍千玉 - 異鄉的城市（製作） - 李明洋 - 夢中醉（製作） - 李明洋 - 承擔（詞曲、製作） - 李明洋 - 愛你永遠（製作） - 李明洋 - 故鄉的阿爸（製作） - 李明洋 - 紅樓夢（製作） - 李明洋 - 相思曲（製作） - 李明洋 - 捶心肝（製作） - 李明洋 - 妳無置我身邊（製作） - 龍千玉 - 用心（詞曲、製作） - 龍千玉、蔡小虎 - 落花淚（製作） - 龍千玉 - 相逢夢何時（製作） - 龍千玉 - 無可能（製作） - 龍千玉 - 醉無罪（製作） - 龍千玉 - 白賊話（製作） - 龍千玉 - 半邊月半邊圓（製作） - 龍千玉 - 落雨天（製作） | - 龍千玉 - 心內有話千萬句（製作） - 龍千玉 - 雨水（製作） - 羅時豐 - 望鄉（製作） - 羅時豐 - 不曾說愛你（詞曲、製作） - 羅時豐、林良歡 - 不免驚（製作） - 羅時豐 - 不能沒你（製作） - 羅時豐 - 痛千年（製作） - 羅時豐 - 返來阮身邊（製作） - 羅時豐 - 愛妳千萬年（製作） - 羅時豐 - 為情苦（製作） - 羅時豐 - 癡心無解（製作） - 羅時豐 - 陪伴你一生（製作） - 蔡小虎 - 問感情（製作） - 蔡小虎、龍千玉 - 疼惜（製作） - 蔡小虎 - 放袂落（詞曲、製作） - 蔡小虎 - 望月想你（製作） - 蔡小虎 - 雪中影（製作） - 蔡小虎 - 麻吉的（製作） - 蔡小虎 - 等久就是你的（製作） - 蔡小虎 - 癡情註定孤單（製作） - 蔡小虎 - 酒店人生（製作） - 蔡小虎 - 我的愛（製作） - 張秀卿 - 情弦（詞曲、製作） - 張秀卿、江志豐 - 選擇你（詞曲、製作） - 張秀卿、蔡小虎 - 今生無緣（製作） - 張秀卿、羅時豐 - 情人淚（製作） - 張秀卿、龍千玉 - 情人節（製作） - 張秀卿 - 正妹（製作） - 張秀卿 - 千年情（製作） - 張秀卿 - 落葉（作曲、製作） - 張秀卿 - 恨你無情（製作） - 張秀卿 - 愛到這個時陣（製作） |

### 2009年
| | |
| - 李明洋 - 後悔啦（詞曲、製作） - 李明洋、朱海君 - 活是為著你（製作） - 李明洋、張蓉蓉 - 天地問相思（製作） - 李明洋 - 無你的城市（詞曲、製作） - 李明洋 - 癡情換無情（製作） - 李明洋 - 相思未了情（製作） - 李明洋 - 是緣份（製作） - 李明洋 - 一生情緣（製作） - 李明洋 - 人生若無你（製作） - 李明洋 - 誤解（製作） - 龍千玉 - 珍惜（製作） - 龍千玉 - 愛情（詞曲、製作） - 龍千玉、蔡小虎 - 紅塵緣（作曲、製作） - 龍千玉、翁立友 - 找巢（製作） - 龍千玉 - 旅途（製作） - 龍千玉 - 最後的舞伴（製作） - 龍千玉 - 雪花夢（製作） - 龍千玉 - 空白紙（製作） - 龍千玉 - 愛情一百分（製作） - 龍千玉 - 胭脂水粉（製作） - 張秀卿。蔡小虎 - 癡情膽（作曲、製作） - 張秀卿、羅時豐 - 不甘你哭（製作） - 張秀卿、翁立友 - 刻字（詞曲、製作） - 張秀卿、黃西田 - 無條件的愛情（製作） - 張秀卿、賀一航 - 悲情海岸（製作） - 張秀卿、李明洋 - 水水的人生（製作） - 張秀卿、江志豐 - 愛一個人（製作） - 張秀卿、高向鵬 - 秋夜戀情（製作） - 張秀卿、許志豪 - 生命中的過客（製作） - 張秀卿、吳俊宏 - 變色緣（製作） | - 羅時豐 - 望天（製作） - 羅時豐、龍千玉 - 郎啊（製作） - 羅時豐 - 人在他鄉（製作） - 羅時豐 - 伴花（製作） - 羅時豐、大 芭 - 風流（製作） - 羅時豐 - 相思批（製作） - 羅時豐 - 失戀雨（製作） - 羅時豐 - 半屏月（製作） - 羅時豐 - 愛放袂開（詞曲、製作） - 羅時豐、龍千玉 - 又見阿郎（製作） - 林良歡、許志豪 - 愛的歌詩（詞曲） - 蔡小虎 - 重感情（作曲、製作） - 蔡小虎 - 用真心愛一個人（製作） - 蔡小虎 - 遙遠的美麗（製作） - 蔡小虎 - 墜落情話（製作） - 蔡小虎、龍千玉 - 愛你一人（製作） - 蔡小虎 - 心雨（製作） - 蔡小虎、黃思婷 - 愛是久久長長（製作） - 蔡小虎、林 姍 - 藏愛（製作） - 蔡小虎 - 夢三更（製作） - 蔡小虎 - 放手（製作） - 高向鵬 - 無情的車站（作曲、製作） - 高向鵬 - 胭脂（詞曲、製作） - 張政雄、薛珮潔 - 伴（詞曲） - 江志豐 - 明天（詞曲、製作） - 江志豐、張秀卿 - 香水（詞曲、製作） - 江志豐 - 十字路（詞曲、製作） - 江志豐 - 愛情沙（作曲、製作） - 江志豐 - 心不甘情不願（詞曲、製作） - 江志豐 - 痛甲講袂出聲（作曲、製作） - 唐 儷、吳俊宏 - 永遠伴相隨（製作） - 唐 儷、吳俊宏 - 彩色的春天（製作） - 唐 儷、吳俊宏 - 嫁給你（製作） - 唐 儷、吳俊宏 - 我會愛你（製作） |

### 2008年
| | |
| - 龍千玉 - 只愛你一個（製作） - 龍千玉、蔡小虎 - 袂凍無你（製作） - 龍千玉 - 情夢啊情網（製作） - 龍千玉、翁立友 - 今生今世（作曲、製作） - 龍千玉 - 放捨（製作） - 龍千玉 - 女人心（製作） - 龍千玉 - 愛你尚深（作曲、製作） - 龍千玉 - 心痛的愛（作曲、製作） - 龍千玉 - 出路（製作） - 龍千玉 - 夜花（製作） - 高向鵬、張蓉蓉 - 問世間（製作） - 高向鵬 - 攏是為你啦（詞曲、製作） - 高向鵬、龍千玉 - 錯亂（製作） - 高向鵬、方瑞娥 - 黃昏（製作） - 高向鵬 - 情綿綿（製作） - 高向鵬 - 想錢想甲要起肖（製作） - 高向鵬 - 心所愛（製作） - 高向鵬 - 作夢嘛會笑（製作） - 高向鵬 - 出外人生（詞曲、製作） - 羅時豐 - 紅顏（製作） - 羅時豐 - 男人的汗（製作） - 羅時豐 - 你咁有塊聽（詞曲、製作） - 羅時豐、大 芭 - 代替（製作） - 羅時豐、黃思婷 - 證明（製作） - 羅時豐 - 心事（製作） - 羅時豐 - 愛你在心底（製作） - 羅時豐 - 溫暖（製作） - 羅時豐 - 有緣來作伙（製作） - 羅時豐 - 最後的溫柔（製作） - 大 芭 - 地下情人（詞曲） | - 蔡小虎 - 愛情爐丹（作曲、製作） - 蔡小虎 - 買醉的人（製作） - 蔡小虎 - 不應該愛你（作曲、製作） - 蔡小虎 - 愛你到老（製作） - 蔡小虎 - 不是我無情（製作） - 蔡小虎 - 天黑黑（製作） - 蔡小虎 - 若是失去你（製作） - 蔡小虎 - 今生最愛（製作） - 蔡小虎 - 愈潦愈深（製作） - 蔡小虎 - 想袂靠岸（製作） - 蔡秋鳳 - 看破（作曲） - 林 姍 - 搬戲（詞曲） - 林 姍 - 天燈（詞曲） - 朱海君 - 沒法度（詞曲） - 江志豐 - 今生為你（詞曲、製作） - 江志豐 - 流浪（詞曲、製作） - 江志豐 - 癡情無藥醫（詞曲、製作） - 江志豐 - 飲乎茫（詞曲、製作） - 翁立友 - 行棋（詞曲、製作） - 翁立友 - 夢中的你（製作） - 翁立友 - 水水的目睭（製作） - 翁立友 - 後一站（製作） - 翁立友 - 冬天的日頭（製作） - 翁立友 - 美麗戀夢（製作） - 翁立友 - 愛是咱的歌（製作） - 翁立友 - 戀春風（製作） - 翁立友 - 癡情何苦（詞曲、製作） - 翁立友 - Only you（製作） - 袁小迪 - 再會（詞曲） |

### 2007年
| | |
| - 龍千玉、蔡小虎 - 云罩月（詞曲） - 龍千玉 - 酒滲水（詞曲） - 翁立友 - 我問天（作曲、製作） - 翁立友 - 手中情（製作） - 翁立友 - 辜負妳的愛（製作） - 翁立友 - 阿沙力（製作） - 翁立友、林 姍 - 回航（製作） - 翁立友 - 來去紅塵（製作） - 翁立友 - 思念的咖啡（製作） - 翁立友 - 最愛的人（詞曲、製作） - 翁立友 - 人心（製作） - 翁立友 - 暗相思（作曲、製作） | - 翁立友 - 前途（製作） - 翁立友 - 迷魂香（作曲、製作） - 翁立友 - 阮的心聲（製作） - 翁立友、大 芭 - 愛你愛你（作曲、製作） - 翁立友 - 懷念故鄉（製作） - 翁立友 - 愛情時鐘（製作） - 翁立友 - 心疼攏為妳（製作） - 翁立友 - 留戀（製作） - 翁立友 - 熱戀時（製作） - 翁立友 - 勇氣（製作） - 蔡小虎 - 愛的滋味（作曲） - 袁小迪 - 等待（詞曲） |

### 2006年
| | |
| - 翁立友 - 癡情有啥意義（詞曲） - 方瑞娥、高向鵬 - 愛你袂變心（製作） - 方瑞娥、高向鵬 - 大家攏治這（製作） - 方瑞娥、高向鵬 - 人生路（詞曲、製作） - 方瑞娥、高向鵬 - 心愛的（製作） - 方瑞娥、高向鵬 - 一張相片（作詞、製作） - 方瑞娥、高向鵬 - 錢四腳人兩腳（製作） - 方瑞娥、高向鵬 - 尚深的記憶（製作） | - 方瑞娥、高向鵬 - 日想夜夢年年等（製作） - 方瑞娥、高向鵬 - 註定的愛（製作） - 方瑞娥、高向鵬 - 看破（製作） - 方瑞娥、高向鵬 - 情淚（製作） - 方瑞娥 - 是你太無情（作曲、製作） - 林 姍 - 碗筷（詞曲） - 張蓉蓉 - 戲棚情（作曲） |

### 2005年
|                                                     |                                                                |
| - 翁立友 - 堅持（詞曲） - 傅振輝 - 傷心的酒（作曲） | - 傅振輝 - 沒人比我卡愛妳（作曲） - 林 姍 - 愛情酸甘甜（詞曲） |

### 2004年
|                                 |                         |
| - 袁小迪 - 愛愈深傷愈重（詞曲） | - 蔡小虎 - 情恨（作曲） |

### 2003年
|                               |  |
| - 龍千玉 - 幸福無地找（詞曲） |  |

### 2000年
|                             |  |
| - 龍千玉 - 叫你的名（詞曲） |  |

### 1999年
|                         |  |
| - 黃思婷 - 暗戀（詞曲） |  |

### 1998年
|                                     |  |
| - 龍千玉、傅振輝 - 青春美夢（作詞） |  |

### 1996年
|                                                                     |                                                                                   |
| - 傅振輝、馬維欣 - 愛你袂變卦（詞曲） - 黃思婷 - 相思歸暗瞑（作曲） | - 鍾漢良 - 捉摸不定（詞曲） - 龍千玉 - 甭擱想彼多（詞曲） - 龍千玉 - 雨聲（詞曲） |

### 1995年
|                             |                                     |
| - 黃思婷 - 若不是你（詞曲） | - 黃思婷、江志豐 - 愛你的心（詞曲） |

### 1993年
|                                                                     |  |
| - 江志豐 - 愛你是我一生唯一的錯（詞曲） - 江志豐 - 不變的心（詞曲） |  |

## 外部連結
- 江志豐的Facebook專頁